# Concerto pour clarinette de Carter
Pour les articles homonymes, voir Concerto pour clarinette.
Le Concerto pour clarinette d'Elliott Carter a été composé en 1996 pour célébrer le 20e anniversaire de l'Ensemble intercontemporain. Il est créé en janvier de l'année suivante par Pierre Boulez et  l'Ensemble intercontemporain avec le clarinettiste Alain Damiens.
Le premier enregistrement de l'œuvre est réalisé avec l'Ensemble Intecontemporain sous la direction de David Robertson est paru en 1999.
Frank Scheffer (en) a consacré un film dédié aux répétitions du concerto dirigées par Pierre Boulez à la cité de la musique à Paris; le film est dénommé A Labyrinth of Time (2005). On le voit également discuter de l'œuvre avec Elliott Carter en toute amitié et admiration réciproques.

## Analyse
Comme dans beaucoup d'œuvres ultérieures d'Elliott Carter, l'orchestre de chambre complet, constitué de 18 musiciens, joue rarement en tutti ; au lieu de cela, le clarinettiste soliste prend part à une séquence de dialogues intimistes avec des sous-sections de l'orchestre en se déplaçant (piano, harpe et percussions aiguës) dans le premier mouvement ; percussions non aiguës dans le deuxième mouvement (vibraphone, marimba) ; cuivres en sourdine dans le troisième mouvement ; bois dans le quatrième mouvement ; cordes dans le cinquième mouvement ; cuivres à vide dans le sixième mouvement ; et tutti dans le septième mouvement), dans lesquels le reste de l'ensemble interjette des commentaires occasionnels.

« ... sa musique est si fascinante pour l'interprète: elle s'adresse à son intelligence et le nourrit intellectuellement, tout en étant d'une intensité expressive exceptionnelle. C'est une musique qui vous élève à sa hauteur, et qui vous tient toujours en mouvement :on n'est jamais assis au sens d' un poème de Rimbaud. »

— Alain Damiens, Lire, entendre, transmettre

## Structure
La pièce dispose de 7 mouvements qui se succèdent sans interruption :
1. Scherzando
2. Deciso
3. Tranquillo
4. Presto
5. Largo
6. Giocoso
7. Agitato

La partition est publiée chez Boosey & Hawkes

## Instrumentation
- Soliste : clarinette
- Orchestre (18 musiciens) : flûte, 2 hautbois (aussi 1 cor anglais), basson, cor, trompette, trombone, tuba, 3 percussionnistes, harpe, piano, violon, violon II, alto, violoncelle, contrebasse

## Enregistrements
Le concerto a fait l'objet de plusieurs enregistrements ; en plus de celui d'Alain Damiens, des enregistrements avec Michael Collins, Simon Aldrich et Paul Meyer ont également été édités.
- American Clarinet : Adams (Gnarly Buttons) ; Sandroff (en)  (Tephillah) ; Carter (Concerto pour clarinette ; Gra) ; Reich (New York Counterpoint) - Ensemble intercontemporain, dir. David Robertson ; Alain Damiens ; André Trouttet (1996 et 1998, Virgin Classics 5 45351 2 / EMI) (OCLC 469333678)